# Karl Kühn
Karl Kühn (ur. 1901, zm. ?) – zbrodniarz hitlerowski, członek załogi niemieckiego obozu koncentracyjnego Mauthausen-Gusen i SS-Unterscharführer (nr identyfikacyjny w SS: 80943).
Z zawodu telefonista. Członek NSDAP od 1931 i Schutzstaffel od 1933. Od stycznia 1941 do 15 marca 1943 pełnił służbę w centrali telefonicznej w Gusen, podobozie KL Mauthausen. Następnie przez kolejne cztery miesiące pracował w piekarni w tym podobozie. Następnie Kühn został przeniesiony do obozu głównego i pełnił służbę w magazynie żywnościowym, gdzie przebywał do 15 marca 1944. Od połowy marca do 8 sierpnia 1944 był ordynansem w obozowej administracji. Wreszcie od 8 sierpnia 1944 do 7 kwietnia 1945 Kühn pełnił służbę w magazynie, w którym składowano mienie zrabowane więźniom. Następnie przeniesiono go na front.
7 maja 1945 został aresztowany przez wojska amerykańskie. W procesie załogi Mauthausen-Gusen (US vs. Theo Otto Bernhardt i inni) skazany został na 3 lata pozbawienia wolności za znęcanie się nad więźniami obozu.